# Raja Ben Ammar
Pour les articles homonymes, voir Famille Ben Ammar.
Raja Ben Ammar (arabe : رجاء بن عمار), morte le 4 avril 2017, est une actrice et femme de théâtre tunisienne, directrice de l'espace Mad'art à Carthage.

## Biographie

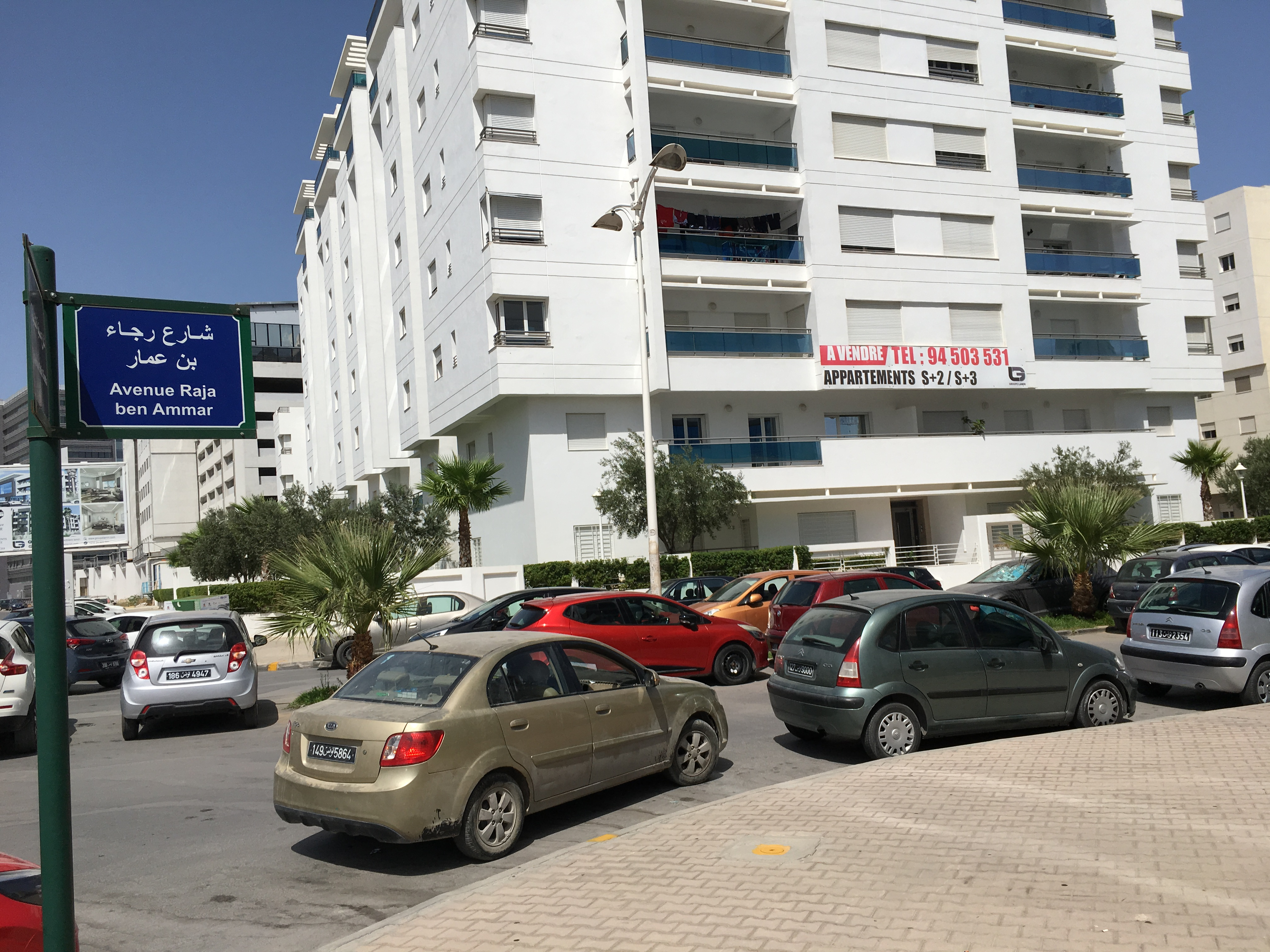
Avenue Raja-Ben Ammar dans le Centre urbain nord (Tunis).

Raja Ben Ammar effectue ses études théâtrales en Allemagne, à l'université Louis-et-Maximilien de Munich.
De retour en Tunisie, elle rejoint la Troupe du théâtre du Kef, dirigé à l'époque par Moncef Souissi. Ensuite, elle rejoint la troupe de théâtre de Tunis avec Jalila Baccar, Fadhel Jaïbi, et Fadhel Jaziri.
En 1980, elle crée le Théâtre Phou, une compagnie privée qui donne naissance à plusieurs pièces théâtrales comme El Amal (1986), Saken Fi Hay Essaida (1989) et Bayaa El Hawa (1995). C'est grâce à ces pièces qu'elle réussit à décrocher le prix de la meilleure comédienne aux Journées théâtrales de Carthage en 1987, 1989 et 1995.
Sur le grand écran, elle est connue pour son rôle dans le film de Férid Boughedir, Halfaouine, l'enfant des terrasses sorti en 1990.
Raja Ben Ammar a par ailleurs co-fondé l'espace Mad'art à Carthage avec son époux, l'acteur et metteur en scène Moncef Sayem, pour former la future génération d'acteurs tunisiens.
Elle souffre de problèmes cardiaques lorsqu'elle décède dans la soirée du 4 avril 2017 de complications à la suite d'une opération du cœur. Elle est inhumée le lendemain à l'Ariana.